# Georg Ernst von Bernstorff

Dr. Georg Ernst von Bernstorff

Georg Ernst Graf von Bernstorff (* 5. Oktober 1870 in Gartow; † 10. November 1939 in Ludwigslust) war ein deutscher Großgrundbesitzer und Politiker (DHP).

## Leben und Wirken
Bernstorff wurde als Sohn des Rittergutsbesitzers Berthold von Bernstorff aus dem Geschlecht der von Bernstorff und dessen erster Ehefrau Charlotte Freiin von Wangenheim a. d. H. Burg-Wake (1851–1879) geboren. 
Er besuchte, wie schon zuvor sein Cousin Günther von Bernstorff, das Gymnasium Katharineum in Lübeck bis zum Abitur Michaelis 1890. Später studierte er Forstwissenschaften an der Forstakademie Eberswalde und Rechtswissenschaften in Straßburg, Berlin und Göttingen. Dann gehörte er ein Jahr lang dem Ulanenregiment Nr. 15 an. Später wurde er Rittmeister der Reserve beim 1. Mecklenburger Dragoner-Regiment Nr. 17. 1896 promovierte er in Göttingen zum Dr. iur.
Von 1894 bis 1905 arbeitete von Bernstorff als Forst- und Jagdbeamter in Mecklenburg-Strelitz (Jägermeister). 1899 heiratete er die Kölner Unternehmertochter Marie Emma Adele Wilhelmine Rautenstrauch, Tochter von Adele Rautenstrauch und Schwester von Theodor Damian Rautenstrauch, Bauherr von Schloss Birlinghoven. 1905 übernahm er das Gut Wehningen seiner Eltern, 1908 wurde er Mitglied des Kreistages und des Kreisausschusses in den Kreisen Bleckede und Dannenberg. Ferner war er Deichsdeputierter im Neuhauser und Dannenberger Deichverband und Vorsitzender von landwirtschaftlichen und Pferdezuchtvereinen sowie der Herdbuchgesellschaft für den Regierungsbezirk Lüneburg.
Im April 1917 wurde Bernstorff Mitglied des Reichstags des Kaiserreiches, dem er bis zum November 1918 als Vertreter der Deutsch-Hannoverschen Partei (DHP) des Wahlkreises Hannover 15 (Uelzen Dannenberg) angehörte. Nach dem Ende des Ersten Weltkrieges wurde er Vorsitzender der DHP. Bei den ersten Reichstagswahlen der Weimarer Republik im Juni 1920 wurde er als Kandidat der DHP für den Wahlkreis 17 (Ost-Hannover) in den Reichstag gewählt, dem er bis zum Mai 1924 angehörte. Daneben war er zeitweise Kreisdeputierter im Kreis Bleckede. 1925 bis 1929 und 1933 war er Mitglied im Provinziallandtag der Provinz Hannover.
Nach der nationalsozialistischen „Machtergreifung“ wurde er aus allen kommunalen Ämtern entlassen.

## Schriften
- Lüneburgisches Deichrecht. 1896, Dissertation, Göttingen (Digitalisat).